# Natalia Bachmayer
Natalia Bachmayer (* 1968 in Kassel) ist eine deutsche Fernsehjournalistin.

## Leben und Wirken
Bachmayer absolvierte 1984 ein Schuljahr in Connecticut, USA. Von 1987 bis 1993 studierte sie Politikwissenschaft, Geschichte und Romanistik in Köln und Sevilla. In den Jahren 1994 und 1995 absolvierte sie ein Volontariat bei der Deutschen Welle. Seit 2001 arbeitet sie beim Hessischen Rundfunk. Von 2009 bis 2015 war sie Korrespondentin im Hauptstadtstudio Berlin. 2016 wurde sie Redaktionsleiterin ARD-aktuell beim Hessischen Rundfunk. Seit 2017 ist sie ARD-Korrespondentin in Madrid.